# هنرستان ملی قزاقستان
هنرستان ملی قزاقستان (به قزاقی: Kazakh National Conservatory) یک کنسرواتوار در قزاقستان است که در آلماتی واقع شده‌است.